# Chinese balletjes

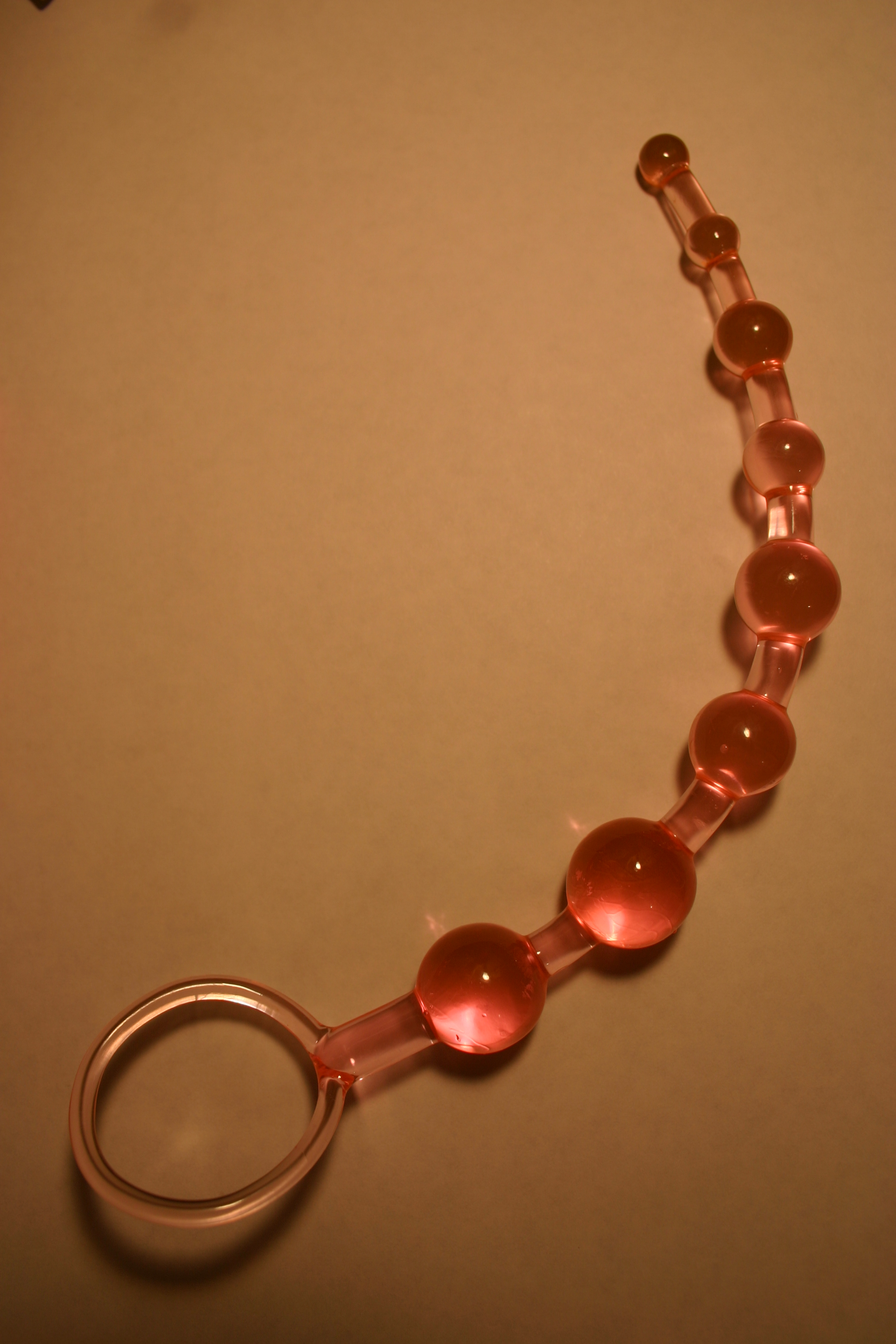
Chinese balletjes

Chinese balletjes (ook wel anal beads genoemd) is de naam van een seksspeeltje voor anaal of vaginaal gebruik, dat bestaat uit aan een koord geregen harde kogeltjes met een middellijn van circa 1 à 2 cm. De kogeltjes zijn meestal gemaakt van plastic, maar ook andere materialen zoals metaal worden soms gebruikt. Tegenwoordig zijn veel Chinese balletjes gemaakt van siliconen, met een stevigheid om ze goed in te kunnen brengen.
Het spelen met Chinese balletjes kan iedereen op zijn of haar eigen manier doen. Het speeltje wordt in vagina of anus (meestal) gebracht en heen en weer bewogen. De frictie van de balletjes kan seksueel prikkelen. Het is de bedoeling om ten tijde van het orgasme de balletjes te verwijderen. Dat doet men langzaam, balletje voor balletje.
Beginners kiezen het beste voor een versie met kleine kogeltjes. De een vindt twee kogeltjes of beads meer dan voldoende, een andere vindt meer kogeltjes fijn.
Bij anaal gebruik is een glijmiddel noodzakelijk. Deze zone maakt van nature immers geen vocht aan.